# جبال الفوج

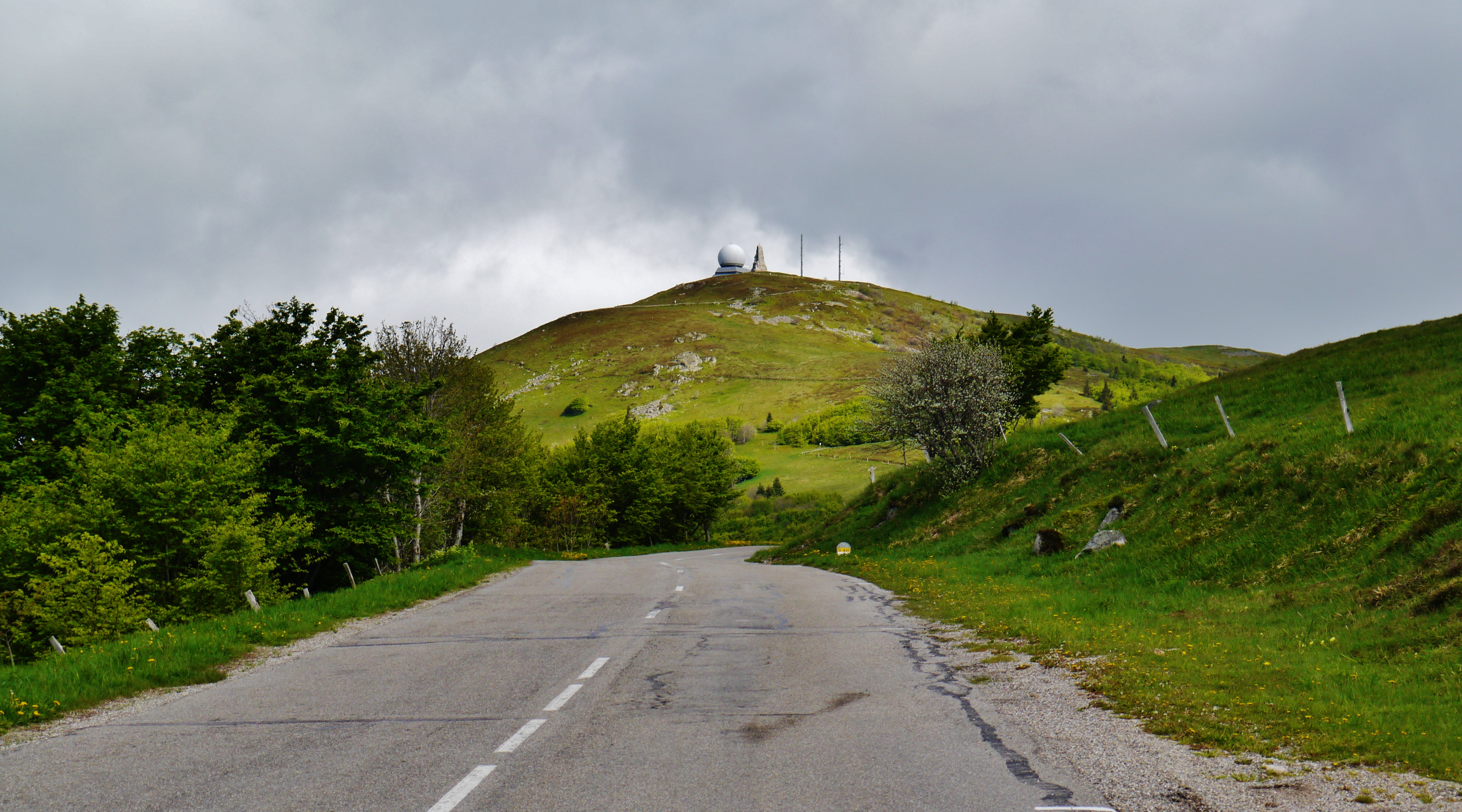
جبل البالون الكبير ضمن سلسلة جبال الفوج.

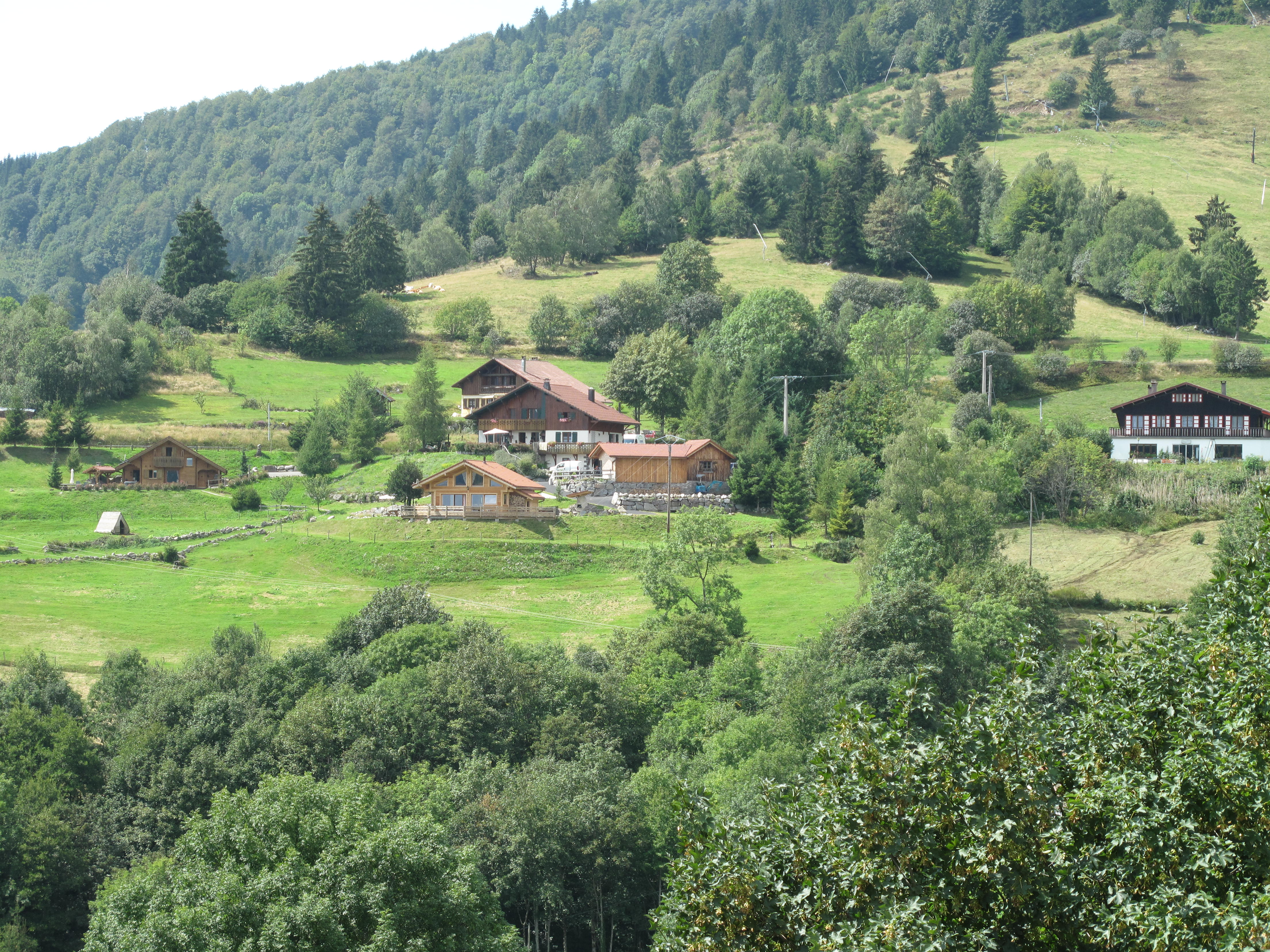
بوسانغ (بلدية في الفوج يبلغ عدد سكانها حوالي 1600).

جبال الفوج (بالفرنسية: Vosges؛ بالألمانية: Vogesen) هي مجموعة من الجبال المنخفضة في شمال شرق فرنسا، بالقرب من الحدود مع ألمانيا. وهي تمتد على طول الجانب الغربي من وادي الراين في وتأخذ اتجاهاً شمالياً وشمالياً شرقياً، وبشكل عام من بلفور إلى سافرنه.